# Miss a tutti i costi
Miss a tutti i costi (Crowned and Dangerous) è un film per la televisione del 1997 diretto da Christopher Leitch.

## Trama
Una ragazza che ha partecipato con successo a un concorso di bellezza viene uccisa. Il detective Danielle Stevens indaga sui possibili sospettati tra cui l'ex fidanzato della ragazza, la madre e la rivale.